# Tetragnatha gemmata
Tetragnatha gemmata là một loài nhện trong họ Tetragnathidae.
Loài này thuộc chi Tetragnatha. Tetragnatha gemmata được miêu tả năm 1872 bởi L. Koch.